# ایتون بری
ایتون بری (به انگلیسی: Eaton Bray) یک روستا و محله مدنی در بریتانیا است که در Central Bedfordshire واقع شده‌است. ایتون بری ۲٬۵۸۵ نفر جمعیت دارد.